# 一般外科学

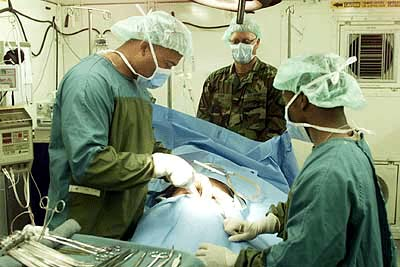
手術をしている外科医

一般外科学（いっぱんげかがく、英: General surgery）とは外科学の一分野。
外科学は歴史的に、「腹部の手術」すなはち「消化器系の手術」を基礎原点としており、日本で消化器外科学と称されている分野は、欧米等では消化器外科学とは称さずに「General Surgery（一般外科学・総合外科学）」と称していることが多い。日本の病院でも単に「外科」と言う名称であれば一般外科を扱うことを指す。
一般外科学で取り扱う診療は以下の通り。

## 主な疾患

### 食道
- 食道がん

### 胃
- 胃がん

### 胆道
- 胆道がん
- 胆石症

### 膵臓
- 膵がん

### 肝臓
- 肝がん
- 肝細胞がん

### 大腸
- 大腸癌
- 肛門癌
- 腸閉塞
- 虫垂炎
- 潰瘍性大腸炎
- クローン病
- 消化管穿孔
- 消化管出血

### 腹膜
- 腹膜炎

### 腹壁
- 鼠径ヘルニア

### 外傷
- 切創
- 挫創
- 咬傷
- 熱傷
- 打撲
- 捻挫

## 術式

### 基本術式
- 開胸術（thoracotomy）：食道切除術で行われることが多い
- 開腹術（laparotomy）
- 腹腔鏡手術（laparoscopic surgery）

### 食道
- 食道切除術（Esophagectomy）
  - 右開胸開腹食道亜全摘術
  - 腹腔鏡下食道亜全摘術
  - 経裂孔的食道切除術（Transhiatal esophagectomy：THE）
- ヘラー筋層切除術（Heller myotomy）
- 噴門形成術（fundoplication）

### 胃
- 胃切除術（Gstrectomy）
  - 幽門側胃切除術（distal gastrectomy）
  - 胃全摘術（total gastrectomy）
  - 噴門側胃切除術（proximal gastrectomy）

### 小腸・大腸・直腸
- 小腸切除術
- 結腸切除術（Colectomy）
- 虫垂切除術（Appendectomy）
- ハルトマン手術（Hartmann's operation）
- 前方切除術（anterior resection）
  - 高位前方切除術（High anterior resection）
  - 低位前方切除術（Lower anterior resection）
- 腹会陰式切除術（Abdominoperineal resection）
- 骨盤内臓全摘術（Total Pelvic exenteration）
- 経肛門的内視鏡下手術（TEM：Transanal endoscopic microsurgery）
- 低侵襲経肛門的手術（MITAS：Minimal invasive transanal surgery）
- 内肛門括約筋切除術（ISR：inter sphincteric resection）

### 肝・胆・膵・脾
- 肝切除術（Hepatectomy）
- 胆嚢摘出術（Cholecystectomy）
- 膵切除術（Pancreatectomy）
  - 膵頭十二指腸切除術（Pancreaticoduodenectomy：PD）
  - 膵体尾部切除術（distal pancreatectomy）
- 脾臓摘出術（Splenectomy）

### ヘルニア
- ヘルニア修復術（Herniorrhaphy）

### 皮膚
- 縫合（suture）
- デブリードマン（Debridement）